# Eva Yakoub Jabro
Eva Yakoub Jabro (1981.), iračka je mikrobiologinja, ministrica migracija i prognanika u vladi predsjednika Mustafe al-Kadimija.
Poznata je po društvenoj zauzetosti i djelovanju za mlade kroz udrugu Al-Firdaws.
Po vjeroispovijesti je kaldejka.